# 등 (드라마)
등은 한국방송공사 1TV 특집드라마이다.

## 제작진
- 극본 : 최경식
- 연출 : 김재현

## 출연진
- 박건식
- 박병호
- 이일웅